# Taxe sur certaines dépenses de publicité (France)
La taxe sur certaines dépenses de publicité en France est un impôt proportionnel créé en 1998 que les personnes physiques ou morales assujetties à la TVA doivent acquitter sur certaines dépenses de publicité. Elle est codifiée sous l'article 302 bis MA du Code Général des Impôts français.
À l'origine affectée au Fonds de modernisation de la presse quotidienne et assimilée d'information politique et générale, cette taxe a fait l'objet d'un important contentieux devant les juridictions administratives françaises. Aussi, son produit a été réaffecté au budget général de l’État français par la loi de finances pour 2006.

## Histoire
La taxe sur certaines dépenses de publicité a été instituée par l'article 23 de la Loi n° 97-1269 du 30 décembre 1997.
L'affectation du produit de cette taxe, lors de sa création, à un compte spécial créé pour alimenter le Fonds de modernisation de la presse quotidienne et assimilée d'information politique et générale a donné lieu à un important contentieux de l'impôt devant le Conseil d’État. En effet, d'après les stipulations de l'ancien article 87 du Traité de Rome, les aides accordées par les États membres de l'Union européenne sont incompatibles avec le marché intérieur de l'UE dans la mesure où elles faussent ou risquent de fausser le jeu de la libre concurrence en favorisant certaines entreprises ou productions.
De plus, selon l'article 88 (3) du même traité, devenu l'article 108 du TFUE, la Commission européenne doit être préalablement informée des projets des États membres de l'Union européenne « tendant à instituer ou à modifier des aides ». Enfin, « l’État membre intéressé ne peut mettre à exécution les mesures projetées, avant que cette procédure ait abouti à une décision finale ».
Or, d'après les dispositions du Décret n° 99-79 du 5 février 1999 relatif au Fonds de modernisation précité, celui-ci avait pour objet de financer les projets de modernisation présentés par certaines agences de presse inscrites sur une liste prévue par une ordonnance de 1945 ou par certaines entreprises de presse.
Par conséquent, le Conseil d’État a reconnu dans plusieurs décisions de la fin d'année 2006 que les aides allouées par le fonds de modernisation et financées par la taxe sur certaines dépenses de publicité constituaient des avantages économiques pour les agences de presse et pour les entreprises de presse bénéficiaires, ce qui était susceptible d'affecter les échanges entre les États membres et de fausser la concurrence avec des entreprises d'autres États membres. Ainsi, des contribuables ont pu demander le remboursement de cette taxe en ce qu'elle n'était pas conforme au droit communautaire, puisque n'ayant pas été notifiée à la Commission européenne comme l'exigeait l'article 88 (3) du TFUE précité.
Depuis le 1er janvier 2006, le produit de la taxe sur certaines dépenses de publicité est versé au budget général de l’État français.  Il n'existe donc plus de lien entre cette recette et le dispositif de soutien à la modernisation de la presse quotidienne. Ainsi, le recouvrement de la taxe sur certaines dépenses de publicité n'est plus illégal au regard du droit communautaire depuis cette date.

## Calcul de la taxe

### Champ d'application
Cette taxe est due par toute personne physique ou morale assujettie à la TVA dont le chiffre d'affaires de l'année civile précédente est supérieur à 763.000 Euros hors taxes.
En outre, ces personnes doivent avoir engagé certaines dépenses de publicité. À cet égard, l'article 302 bis MA précité vise :
- La réalisation ou la distribution d'imprimés publicitaires;
- Les annonces et insertions dans les journaux mis gratuitement à la disposition du public.

L'administration fiscale a précisé que « les imprimés publicitaires s'entendent des imprimés (prospectus, brochure, catalogue, lettre...) ayant pour objet de promouvoir l'image, les produits ou les services de l'annonceur (entreprise, association...), et destinés à être distribués dans les boîtes aux lettres, manuellement ou par service postal, ou par mise à la libre disposition du public (guichets, présentoirs...) ».
De la même façon, elle considère que les annonces et insertions dans les journaux gratuits sont les « dépenses engagées à raison des annonces et insertions (achat d'espaces publicitaires) ayant pour objet de promouvoir l'image, les produits ou les services de l'annonceur effectuées dans les journaux gratuits (journaux, journaux d'association, bulletins municipaux ...) ».

### Base d'imposition
La taxe sur certaines dépenses de publicité est, comme son nom l'indique, assise sur les dépenses de publicité concernée, engagées au titre de l'année civile précédente et diminuées des réductions de prix obtenues du fournisseur.
Ces dépenses sont, selon l'administration fiscale, l'ensemble des dépenses concourant à la réalisation (conception de la campagne, recherche de l'argumentation, réalisation de maquettes finalisées ou non, travaux de composition et d'impression...), à la distribution (frais d'expédition, d'affranchissement...) des imprimés publicitaires et à la publication des annonces et insertions, qu'elles soient réalisées par l'annonceur ou par un prestataire extérieur, nonobstant le mode de facturation.
Toutefois, certaines dépenses sont exclues de l'assiette de la taxe.

### Taux de la taxe
Le taux de la taxe sur certaines dépenses de publicité est fixé à 1 % du montant des dépenses précitées.

## Paiement de la taxe
Cette taxe est déclarée et liquidée sur l'annexe à la déclaration de TVA des opérations du mois de mars (ou du 1er trimestre pour les redevables qui souscrivent des déclarations trimestrielles) de l'année au titre de laquelle elle est due. Elle est acquittée au plus tard lors du dépôt de cette déclaration.